# ホットロッドチャーリー
ホットロッドチャーリー（Hot Rod Charlie, 2018年4月11日 - ）は、アメリカ合衆国の競走馬。主な勝鞍に2021年のペンシルベニアダービー（G1）、ルイジアナダービー（G2）がある。

## 経歴
- 特記がない限り、競走はすべてダートコース。

### 出自
2019年のエクリプス賞最優秀短距離馬ミトーリの半弟にあたるサラブレッドの牡馬で、ミトーリと同じくケンタッキー州の生産者エドワード・コックス・ジュニアに生産された。
2019年2月にケンタッキーで行われたファシグ・ティプトンのイヤリングセールにおいて、上場された同馬にボブ・フェルドが17,000ドルが購入した。その後同年10月に再びセリに上場されると110,000ドルで落札され、ダグ・オニール調教師の兄弟であるデニス・オニールが代表を務めるロードランナーレーシングが50%、ウィリアム・ストラウスが25%、ダグ・オニールのいとこパトリック・オニールら6名によるボートレーシングが25%の権利を取得した。

### 2歳時（2020年）
ダグ・オニールの調教のもと、ホットロッドチャーリーは2020年7月11日のデルマー競馬場で行われた未勝利戦でデビューして4着、その後も3着、5着となかなか勝ちきれず、4戦目の10月2日サンタアニタパーク競馬場での未勝利戦において初勝利を挙げた。
初勝利の翌月、ホットロッドチャーリーは2歳戦最大の競走であるブリーダーズカップ・ジュヴェナイル（G1）に登録された。当日は単勝オッズ95倍という超大穴扱いを受けたホットロッドチャーリーであったが、勝ち馬エッセンシャルクオリティに3/4馬身差の2着に食い込む大波乱を演じた。

### 3歳時（2021年）
年初は1月30日のロバート・B・ルイスステークス（G3）で始動、勝ち馬メディーナスピリットに僅差の3着、その後3月20日のルイジアナダービー（G2）でミッドナイトバーボンやマンダルーンといった強豪馬を破って優勝、ケンタッキーダービーへの切符を手にした。この時の勝ちタイム1分55秒06はフェアグラウンズ競馬場9.5ハロンのコースレコードでもあった。
5月1日に迎えたケンタッキーダービー（G1）ではフラビアン・プラ騎手が騎乗し、メディーナスピリットとマンダルーンに次ぐ3着に入った。その後クラシック2冠目であるプリークネスステークス（G1）は回避し、3冠目のベルモントステークス（G1）に照準を絞った。フラビアン・プラはプリークネスステークスをロンバウアーに騎乗して優勝し、このベルモントステークスにもロンバウアーは出走していたが、プラはホットロッドチャーリーに騎乗することを選択している。レースでは先頭に立ってレースを進め、最後にエッセンシャルクオリティに交わされて1馬身1/4差の2着と敗れたが、3着馬ロンバウアー以下はホットロッドチャーリーから11馬身以上離されての決着であった。
夏季は7月17日のハスケルステークス（G1）に出走、マンダルーンと写真判定の末に1位入線となったが、ミッドナイトバーボン鞍上の騎手を落馬させたことから最下位7着へと降着処分となっている。この競走ではニュージャージー州の法規制により鞭の使用が極限まで規制されており、騎乗したプラは「やはり鞭を使えなかったことが影響している。できる限り制御したつもりだった。左で鞭をひとつ打てればよかったのですが、こればかりは仕方ありません」と語っている。
9月25日に出走したペンシルベニアダービー（G1）ではミッドナイトバーボンを2馬身1/4差で破って優勝、初のG1競走勝ちを収めた。この競走において、ミッドナイトバーボンの調教師であるスティーヴン・アスムッセンはミッドナイトバーボンが再びホットロッドチャーリーによって不利を受けたとして審議を申し出たが、裁定は覆らなかった。次走はブリーダーズカップ・クラシック（G1）が予定された。
ブリーダーズカップ・クラシックで4着に入ったのちの2021年12月26日、ホットロッドチャーリーはサンアントニオステークス（G2）に出走、単勝オッズ1.2倍の1番人気に推された。レース序盤は先団外目につけて進み、バックストレッチを過ぎてコーナーで先頭へ並びかけていき、直線で先頭に立っていたエイトリングと激しく競い、一時は先頭に立ったが、ゴール前でエクスプレストレインにハナ差捕らえられ2着に敗れた。
また、ホットロッドチャーリーは2021年12月にその年の「セクレタリアト・ボクス・ポプリ賞」に選出されている。

### 4歳時（2022年）
この年、ホットロッドチャーリーはドバイワールドカップ（G1）へ登録された。1月17日にサンタアニタパークでの調教の後にドバイへと出国し、ワールドカップ本戦の前哨戦であるマクトゥームチャレンジラウンド2（G2）に向けて準備が行われた。ホットロッドチャーリーはこの前哨戦に快勝、本番のドバイワールドカップでも2着に入った。
アメリカに帰国後、6月のG3サルヴェイターマイルステークスは2着、8月のホイットニーステークスは3着と勝ちきれないレースが続いた。
10月1日のG2ルーカスクラシックでは道中2番手追走から最後の直線で当年のケンタッキーダービー馬リッチストライクとの激しい叩きあいを制した。11月5日のブリーダーズカップ・クラシックはフライトラインの6着に敗退し、この一戦を最後に現役を引退した。

## 種牡馬入り後
現役引退後の2023年より北海道安平町の社台スタリオンステーションで種牡馬入りすることになった。初年度の種付け料は200万円である。
今回の種牡馬入りについて、社台スタリオンステーションの徳武英介は「ずっと2歳から4歳まで一線級で休まず走っていて、大負けしていませんからね。血統もお兄さん（ミトーリ）がチャンピオンスプリンターですから。」とした上で、「ダート3冠設立に向けてダートの市場も大きくなると思うので期待しています」と述べている。また、「GⅠは1勝だけですが安定して走っていますし、血統背景も半兄にチャンピオンスプリンターがいて、間違いなく日本で合う種牡馬だと思います。2歳からずっと一線級で活躍しているのも魅力的ですね」とも述べている。
また、徳武は「惜しいレースが続きながらも、2歳時から高い能力を発揮してきました。また、1位入線のハスケルＳを降着と、闘争心の強さが結果に結びつかないこともありました」としながらも「ハンドラーの指示に従って、おとなしく歩く姿には利発さが感じられました。歩様も伸びやかで柔軟さもあり、血統のイメージとは違って、日本では芝向きの種牡馬になるのではとも想像させられました」とも述べている。
さらに、徳武は「現役時は中距離のレースを使われてきており、産駒も距離適性の幅が出てきそうです。また、後ろ脚が長くて、踏み込みの強さも感じられるだけに、こうした特徴を受け継がれた産駒は、高低差のあるコースでも、しっかりと末脚を伸ばしてくるはずです」とも述べた。
その後、2023年2月5日に安平町の社台スタリオンステーションに到着した。到着後、社台スタリオンステーションの徳武英介は「今までのアメリカのダート馬というイメージではなく、柔らかい馬で芝でも走りそうな感じがしますね。来週には展示会もありますので、そこで皆さまに本馬をご覧になっていただければと思います。勝ち切れないレースが多かった馬ですが、アメリカでは馬券で支持を集めていた人気のある馬でもありました。どのような産駒が出てくるのか楽しみですね」と述べている。
そして、2023年2月7日に社台スタリオンステーションで種牡馬展示会が行われ、その中でトップバッターとして登場した。社台スタリオンステーションの関係者は、展示会の説明の中で「歩様はしなやかで柔らかな馬体をしておりまして、走法は深く強く多くの踏み込みを持っておりまして、前駆が浮き上がるような走法をしております。ダートだけでなく芝も走れそうな走法をしております。強い闘争心、サンデーサイレンス系、キングカメハメハ系とのつけやすさも誇っております。米国から来たばかりで、ほっかほかのホットロッドチャーリー。馬産地で『今日ホットロッドにしない？』という合言葉がはやることを祈念しています」と述べていた。

## 競走成績
- 斤量はポンド表記。
- 距離欄の単位はハロン。Dはダート、Tは芝を表す。
- 競走名の略記はS＝ステークス、H＝ハンデキャップ、BC＝ブリーダーズカップ、WC＝ワールドカップを表す。
- タイムのRはレコードタイムを表す。
- 競走成績表の出典はEQUIBASE[1]を参照のこと。

| 出走日     | 競馬場             | 競走名                              | 格 | 距離   | 馬場 | 着順 | 騎手             | 斤量 | オッズ | タイム   | 着差     | 1着（2着）馬         |
| ---------- | ------------------ | ----------------------------------- | -- | ------ | ---- | ---- | ---------------- | ---- | ------ | -------- | -------- | -------------------- |
| 2020.07.11 | デルマー           | 未勝利戦                            |    | D5f    | 良   | 4着  | Abel Cedillo     | 121  | 2.20   | 0:59.00  | 2馬身1/2 | Girther              |
| 2020.08.14 | デルマー           | 未勝利戦                            |    | T5f    | 良   | 3着  | Abel Cedillo     | 120  | 3.20   | 0:57.50  | 3馬身3/4 | Get Her Number       |
| 2020.09.07 | デルマー           | 未勝利戦                            |    | T8f    | 良   | 5着  | Flavien Prat     | 120  | 3.20   | 1:38.47  | 3馬身1/4 | Tarantino            |
| 2020.10.02 | サンタアニタパーク | 未勝利戦                            |    | D8f    | 良   | 1着  | Abel Cedillo     | 122  | 4.00   | 1:38.00  | クビ     | （Parnelli）         |
| 2020.11.06 | キーンランド       | BCジュヴェナイル                    | G1 | D8.5f  | 良   | 2着  | Tyler Gaffalione | 122  | 95.40  | 1:42.09  | 3/4馬身  | Essential Quality    |
| 2021.01.30 | サンタアニタパーク | ロバート・B・ルイスS                | G3 | D8.5f  | 稍重 | 3着  | Joel Rosario     | 120  | 3.50   | 1:46.26  | 1/4馬身  | Medina Spirit        |
| 2021.03.20 | フェアグラウンズ   | ルイジアナダービー                  | G2 | D9.5f  | 良   | 1着  | Joel Rosario     | 122  | 3.90   | R1:55.06 | 2馬身    | （Midnight Bourbon） |
| 2021.05.01 | チャーチルダウンズ | ケンタッキーダービー                | G1 | D10f   | 良   | 3着  | Flavien Prat     | 125  | 6.60   | 2:01.02  | 1馬身1/4 | Medina Spirit        |
| 2021.06.05 | ベルモントパーク   | ベルモントS                         | G1 | D12f   | 良   | 2着  | Flavien Prat     | 125  | 5.80   | 2:01.02  | 1馬身1/4 | Essential Quality    |
| 2021.07.17 | モンマスパーク     | ハスケルS                           | G1 | D9f    | 良   | 7着  | Flavien Prat     | 119  | 1.80   | 1.47.38  | ハナ     | Mandaloun            |
| 2021.09.25 | パークスレーシング | ペンシルベニアダービー              | G1 | D9f    | 良   | 1着  | Flavien Prat     | 123  | 1.90   | 1:48.64  | 2馬身1/4 | （Midnight Bourbon） |
| 2021.09.25 | デルマー           | BCクラシック                        | G1 | D10f   | 良   | 4着  | Flavien Prat     | 122  | 4.20   | 1:59.57  | 4馬身1/2 | Knicks Go            |
| 2021.12.26 | サンタアニタ       | サンアントニオS                     | G2 | D8.5f  | 良   | 2着  | Flavien Prat     | 123  | 1.20   | 1:44.82  | ハナ     | Express Train        |
| 2022.02.04 | メイダン           | アルマクトゥームチャレンジラウンド2 | G2 | D1900m | 良   | 1着  | William Buick    | 124  | -      | 1:57.41  | 5馬身1/4 | （Al Nefud）         |
| 2022.03.26 | メイダン           | ドバイWC                            | G1 | D2000m | 良   | 2着  | Flavien Prat     | 125  | -      | 2:04.97  | ハナ     | Country Grammer      |
| 2022.06.18 | モンマスパーク     | サルヴァトールマイル                | G3 | D1600m | 良   | 2着  | Mike Smith       | 123  | 1.30   | 1:35.79  | アタマ   | Mind Control         |
| 2022.08.06 | サラトガ           | ホイットニーS                       | G1 | D1800m | 稍重 | 3着  | Flavien Prat     | 123  | 5.00   | 1:48.97  | 2馬身    | Life Is Good         |
| 2022.10.01 | チャーチルダウンズ | ルーカスクラシックS                 | G2 | D1800  | 良   | 1着  | Tyler Gaffalione | 124  | 2.35   | 1:49.77  | アタマ   | （Rich Strike）      |
| 2022.11.05 | キーンランド       | BCクラシック                        | G1 | D2000m | 良   | 6着  | Tyler Gaffalione | 125  | 17.90  | 2:00.05  | 15馬身   | Flightline           |

- ハスケルステークスは1位入線も7着に降着。

## 血統表
| ホットロッドチャーリーの血統      | ホットロッドチャーリーの血統            | ホットロッドチャーリーの血統            | （血統表の出典）                        | （血統表の出典） |
| 父系                              | デピュティミニスター系                  | デピュティミニスター系                  | デピュティミニスター系                  | [ § 2 ]          |
| 父 Oxbow アメリカ 鹿毛 2010       | 父の父Awesome Again カナダ 鹿毛 1994    | Deputy Minister                         | Vice Regent                             | Vice Regent      |
| 父 Oxbow アメリカ 鹿毛 2010       | 父の父Awesome Again カナダ 鹿毛 1994    | Deputy Minister                         | Mint Copy                               |                  |
| 父 Oxbow アメリカ 鹿毛 2010       | 父の父Awesome Again カナダ 鹿毛 1994    | Primal Force                            | Blushing Groom                          | Blushing Groom   |
| 父 Oxbow アメリカ 鹿毛 2010       | 父の父Awesome Again カナダ 鹿毛 1994    | Primal Force                            | Prime Prospect                          |                  |
| 父 Oxbow アメリカ 鹿毛 2010       | 父の母Tizamazing アメリカ 黒鹿毛 2002   | Cee's Tizzy                             | Relaunch                                | Relaunch         |
| 父 Oxbow アメリカ 鹿毛 2010       | 父の母Tizamazing アメリカ 黒鹿毛 2002   | Cee's Tizzy                             | *テイズリー                             |                  |
| 父 Oxbow アメリカ 鹿毛 2010       | 父の母Tizamazing アメリカ 黒鹿毛 2002   | Cee's Song                              | Seattle Song                            | Seattle Song     |
| 父 Oxbow アメリカ 鹿毛 2010       | 父の母Tizamazing アメリカ 黒鹿毛 2002   | Cee's Song                              | Lonely Dancer                           |                  |
| 母 Indian Miss アメリカ 鹿毛 2009 | 母の父Indian Charlie アメリカ 鹿毛 1995 | In Excess                               | Siberian Express                        | Siberian Express |
| 母 Indian Miss アメリカ 鹿毛 2009 | 母の父Indian Charlie アメリカ 鹿毛 1995 | In Excess                               | Kantado                                 |                  |
| 母 Indian Miss アメリカ 鹿毛 2009 | 母の父Indian Charlie アメリカ 鹿毛 1995 | Soviet Sojourn                          | Leo Castelli                            | Leo Castelli     |
| 母 Indian Miss アメリカ 鹿毛 2009 | 母の父Indian Charlie アメリカ 鹿毛 1995 | Soviet Sojourn                          | Political Parfait                       |                  |
| 母 Indian Miss アメリカ 鹿毛 2009 | 母の母Glacken's Gal アメリカ 鹿毛 2005  | Smoke Glacken                           | Two Punch                               | Two Punch        |
| 母 Indian Miss アメリカ 鹿毛 2009 | 母の母Glacken's Gal アメリカ 鹿毛 2005  | Smoke Glacken                           | Majesty's Crown                         |                  |
| 母 Indian Miss アメリカ 鹿毛 2009 | 母の母Glacken's Gal アメリカ 鹿毛 2005  | Lady Diplomat                           | Silver Deputy                           | Silver Deputy    |
| 母 Indian Miss アメリカ 鹿毛 2009 | 母の母Glacken's Gal アメリカ 鹿毛 2005  | Lady Diplomat                           | Mercedes Miss                           |                  |
| 母系(F-No.)                       | (FN:11-d)                               | (FN:11-d)                               | (FN:11-d)                               | [ § 3 ]          |
| 5代内の近親交配                   | Deputy Minister 3x5, Mr. Prospector 5x5 | Deputy Minister 3x5, Mr. Prospector 5x5 | Deputy Minister 3x5, Mr. Prospector 5x5 | [ § 4 ]          |
| 出典                              | 1. 2. 3. 4.                             | 1. 2. 3. 4.                             | 1. 2. 3. 4.                             | 1. 2. 3. 4.      |